# Women of Liberia Mass Action for Peace
Women of Liberia Mass Action for Peace je ženské mírové hnutí založené v roce 2003 v Monrovii, Libérii. Impulsem pro vznik byla snaha místních žen v čele s Leymah Gboweeovou a Comfort Freemanovou ukončit Druhou liberijskou občanskou válku. Navzdory velmi omezeným občanským právům začalo hnutí vzkvétat. Tisíce muslimských a křesťanských žen z různých tříd mobilizovaly své úsilí a pořádaly tiché nenásilné protesty, které mimo jiné zahrnovaly sexuální stávku, tedy zdržení se soulože až do konce konfliktu. 

## Okolnosti vzniku hnutí
Na konci 70. let 20. století došlo v Libérii k úspěšnému vojenskému převratu, v jehož čele stál seržant Samuel Kanyon Doe, jenž se roku 1980 stal prvním rodilým prezidentem Libérie. Během jeho nedemokratické vlády bylo s Liberijci zacházeno podle toho, ke které etnické skupině náleželi. Doe upřednostňoval osoby příslušející ke kmenu Kran, z něhož pocházel. Z důvodu jeho diskriminačních praktik začalo docházet ke značným nepokojům místního obyvatelstva a objevovaly se známky blížící se války.
V roce 1989 se po opětovném vojenském převratu chopil moci prezident Charles Taylor, který se marně snažil udržet kontrolu nad zemí, rozdělenou povstaleckými frakcemi vzniklými za vlády jeho předchůdce. Všechny strany konfliktu se dopouštěly násilí na místním civilním obyvatelstvu. Liberijská občanská válka trvající 14 let byla ukončena v roce 2003, zemřelo na 250 000 lidí a více než milion lidí opustilo své domovy.
Role a každodenní realita žen se v průběhu občanské války pozměnily. Jejich úkolem bylo především skrývat své manžele a syny před vojáky, kteří je chtěli zabít či rekrutovat, denně nachodily mnoho mil, aby zabezpečily potraviny a vodu pro své rodiny a především se snažily udržet domov, k němuž by se po válce mohly navrátit. Muži byli primárními účastníky války, avšak ženy byly jednotlivci nesoucí břemeno válečného dopadu. Během dlouhotrvajícího konfliktu musely liberijské ženy „snášet bolest, když sledovaly, jak jsou jejich synové násilně přijímáni do armády, aby se o několik dní později vrátili do vesnice a pod vlivem omamných látek popravili členy rodiny. Ženy musely snášet bolest, když viděly své dcery ... sloužit jako sexuální otrokyně v noci a jako vojákyně během dne ... ženy musely sedět a sledovat násilný odvod svých manželů a otců.“ 
Tyto události se staly impulsem pro malou skupinu žen neschopných tolerovat další boje a násilí k rozhodnutí změnit svou zem. Byla zahájena mírová kampaň, v čele s Leymah Gboweeovou, která uvedla: „v minulosti ženy mlčely, ale poté, co byly zabity, znásilněny, zbaveny lidskosti a infikovány nemocemi je válka naučila, že budoucnost spočívá v odmítnutí násilí a budování míru. Ženy vezmou osud Libérie do svých rukou.“

## Mírová dohoda
V roce 2003, během Druhé liberijské občanské války, si hnutí Women of Liberia Mass Action for Peace vynutilo setkání s prezidentem Taylorem, při kterém od něho získalo slib účasti na mírových rozhovorech v Ghaně s cílem vyjednání příměří s rebelskými jednotkami Liberians United for Reconsiliation and Democracy (LURD) a Movement for Democracy in Liberia (MODEL). Delegace liberijských žen se rozhovorů v Ghaně zúčastnila v roli pozorovatele a účastníka mírového procesu.
Na dvě stovky žen oblečených v bílém, dominovaly rozhovorům a kdykoliv se vyjednavači pokusili odejít, hrozily svléknutím svých šatů. Muži účastnící se mírového procesu a uzavření v místnosti se ženami, se pokusili vyskočit z oken, aby tak unikli jejich požadavkům. Ženy nicméně setrvaly, shromáždily se před prezidentským palácem, blokovaly všechny dveře a okna a zabránily komukoliv opustit rozhovory bez dosažení mírového řešení. 
Liberijské ženy přispěly k ukončení dlouholetého krvavého konfliktu a staly se tak politickou silou proti násilí a vládě. V důsledku toho dopomohly později přivést k moci Ellen Johnsonová-Sirleafová, první ženskou hlavu státu, která po nastoupení do úřadu učinila práva žen jednou ze svých priorit.
Mezi změny, které provedla patří zvýšení počtu žen ve státní správě, zřízení ženského legislativního výboru, důraz na genderově citlivý přístup, vytvoření zákona o dědictví či odsouzení pachatelů znásilnění na doživotí.

## Představitelé
Leymah Gboweeová, prezidentka ženské asociace při St.  Peter’s Lutheran Church v Monrovii, a Comfort Freemanová, prezidentka National Lutheran Church Women in Liberia, předsedkyně dvou různých luteránských církví, založily program Women in Peacebuilding Network (WIPNET) a vydaly prohlášení: „V minulosti ženy mlčely, ale poté, co byly zabity, znásilněny, zbaveny lidskosti a infikovány nemocemi je válka naučila, že budoucnost spočívá v odmítnutí násilí a budování míru! Z našeho úsilí neslevíme, dokud nebude převládat mír.“  Na základě toho se tisíce místních žen každý měsíc modlily a zpívaly na místním rybím trhu.
Asatu Bah Kennethová, náměstkyně ministra pro správu a veřejnou bezpečnost liberijského ministerstva spravedlnosti  a bývalá předsedkyně sdružení Liberia Female Law Enforcement Association. Inspirovaná prací organizace Christian women's peace initiative založila Liberian Muslim Women's Organization to Work for Peace.
Gboweeová, Freemanová a Kennethová spojily své organizace a založily tak hnutí Women of Liberia Mass Action for Peace vyznačující se nošením bílého oblečení symbolizujícím mír, čímž přispěly k významnému zlepšení vztahů mezi křesťany a muslimy v Libérii, konkrétně v Monrovii.   
Za své aktivity získala Leymah Gboweeová mezinárodní uznání. V roce 2009 byla vyznamenána Cenou Johna F. Kennedyho a v roce 2011 obdržela Nobelovu cenu míru.
Ellen Johnsonová-Sirleafová, liberijská prezidentka. Ve svých dvou prezidentských kampaních často prosazovala posílení ženských práv. Inspirovala mnoho liberijských žen k aktivitám za účelem dosažení míru v zemi. 

## WIPSEN
Od přijetí rezoluce č. 1325 Rady bezpečnosti OSN v roce 2000, mohou být ženy zapojeny do přestavby válkou zničených společností, obnovování vztahů a podpory sociální soudržnosti. Women Peace and Security Network – Africa (WIPSEN-Africa) je ženská Panafrická nevládní organizace se sídlem v Ghaně. Byla založena 8. května 2006 za účelem podpory žen v oblasti mírového a bezpečnostního vládnutí v Africe.
Zakládajícími členy této organizace jsou Leymah Gboweeová, Thelma Ekiyorová a Ecoma Bassey Alagaová.  Organizace má zastoupení v Ghaně, Nigérii, Pobřeží slonoviny, Libérii a Sierře Leone. 

## Podobné protesty
- Na Pobřeží slonoviny vedla Aya Virginie Toureová[19] více než 40 000 žen[20] v četných mírových protestech[21] v revoluci [22] proti prezidentovi Laurentu Gbagbovi [23] během druhé občanské války. Některé protestantky byly oděny v černé barvě, další měly tělo pokryto listím nebo byly nahé, čímž vyjadřovaly seslání africké kletby namířené na Gbagbu.[24]

- Dne 23. března 2011 na summitu Hospodářského společenství západoafrických států (ECOWAS) v Nigérii uspořádaly mírové aktivistky tzv. „Pochod tisíce žen“. Měly na sobě bílá trička a reprezentovaly země západní Afriky včetně Pobřeží slonoviny, Ghany, Libérie, Nigérie, Sierry Leone a Toga. V průběhu pochodu vydaly protestantky tiskovou zprávu, v níž představily své požadavky.[25]

## Pray the Devil Back to Hell
Pray the Devil Back to Hell je dokumentární film režiséra Giniho Retickera a produkovaný Abigail Disneyovou. Film měl premiéru na Filmovém Festivalu Tribeca v roce 2008, kde získal cenu za nejlepší dokument. Dokument pojednává o aktivitách hnutí Women of Liberia Mass Action for Peace. Tento film byl používán jako nástroj pomáhající inspirovat ženy v post-konfliktních zónách, jako jsou Súdán a Zimbabwe a mobilizující je k prosazování míru a bezpečnosti.